# كأس رابطة الأندية الإنجليزية المحترفة 1965–66
كأس رابطة الأندية الإنجليزية المحترفة 1965–66 هو الموسم 6 من كأس رابطة الأندية الإنجليزية المحترفة. أقيم خلال الفترة 1 سبتمبر 1965 وحتى 23 مارس 1966، وأشرف على تنظيمه دوري كرة القدم الإنجليزي، وكان عدد الأندية المشاركة فيه 83، وفاز فيه وست بروميتش ألبيون.